# Последние дни Помпеи (фильм, 1913)
«Последние дни Помпеи» (итал. Gli ultimi giorni di Pompei) — итальянский чёрно-белый немой фильм 1913 года, снятый Марио Казерини и Элеутерио Родольфи.
Основанный на одноименном романе Эдварда Бульвер-Литтона 1834 года, фильм — одна из двух итальянских адаптаций этой книги одного и того же года. Показанные в фильме события разворачиваются в последние дни перед извержением вулкана Везувий в Помпеях в 79 году нашей эры.

## Сюжет
В Помпеях 79 г. н. э. Главк и Иона влюблены друг в друга. Арбак, египетский верховный жрец, полон решимости завоевать Иону. Главк выкупает слепую рабыню Нидию, с которой плохо обращается её владелец.
Нидия влюбляется в него и просит помощи у Арбаса. Он дает ей приворотное зелье для Главка. На самом деле это яд, который уничтожит его разум. Ученик Арбака Апоэцид угрожает публично раскрыть свои проступки. Арбак убивает его и обвиняет в преступлении Главка. Он запирает Нидию в подвале, чтобы она ни о чём не рассказала.
Главка приговорили к растерзанию львами. Нидии удается сбежать, и она рассказывает другу Главка Клавдию о том, что произошло. Клавдий бросается в Цирк, чтобы обвинить Арбака, и толпа решает, что Арбака, а не Главка, следует бросить на растерзание львам.
Затем начинается извержение Везувия, и начинается всеобщая паника. В шоке Главкус приходит в себя. Слепая Нидия, единственная, кто смог найти дорогу во тьме, вызванной дождем пепла, уводит Главка и Иону в безопасное место и обретает покой, утопившись.

## Состав
- Фернанда Негри Пудже в роли Нидии
- Эуджиния Теттони Фиор, в роли Ионы
- Убальдо Стефани в роли Главка
- Антонио Гризанти в роли Арбаса
- Чезаре Гани Карини в роли Апоецида
- Витале Ди Стефано в роли Клавдия

## Производство
Продюсером фильма выступило Società Anonima Ambrosio. На DVD-релизе, выпущенным Kino, постановка неправомерно приписывается Паскуали; на самом деле Паскуали поставил другую версию «Последних дней Помпеи» 1913 года.
Режиссёром выступил Элеутерио Родольфи. Марио Казерини иногда упоминается как сорежиссёр, но основания для этого неясны: в итальянском журнале Bianco e Nero упоминается только Родольфи.

## Распределение
Фильм был выпущен в Италии 24 августа 1913 года и прокатывался Джузеппе Бараттоло. В США прокатом занималась компания Kleine Optical Company под названием George Kleine Attractions.
«Последние дни Помпеи» были первым фильмом, показанным в недавно основанном городе Тель-Авиве, затем в Османской Палестине. Он стал фильмом-открытием кинотеатра Eden Cinema, первый из открывшихся в Тель-Авиве. (Ссылка на Мордехая Наора и Амита Левинсона, «Кто были 66 основателями Тель-Авива» מי היו 66 מייסדי תל אביב (на иврите), в «Ранний Тель-Авив, 1909—1934», תל אביב בראש יתה изд. Мордехай Наор, изданный Яд Ицхак Бен Цви, Иерусалим, 1984).